# Exclusief taxon
Een exclusief taxon is een bepaald type kentaxon dat slechts in één syntaxon voorkomt. Exclusieve taxa zijn onder alle diagnostische taxa de kentaxa met de allerhoogste trouwgraad. Meestal gaat het bij exclusieve taxa om taxa met de taxonomische rang van een soort; in dit geval spreekt men van een exclusieve soort. Veel minder vaak hebben exclusieve taxa een andere taxonomische rang dan de soort; meestal gaat het dan om een ondersoort of een genus.
Een voorbeeld van een exclusief taxon is moeraswolfsklauw, die alleen maar voorkomt in vegetatie van de associatie van moeraswolfsklauw en snavelbies. Het is een exclusieve soort voor deze associatie, en tevens een van de kensoorten ervan.

## Foutief taalgebruik
Soms wordt (per ongeluk) gesproken van een 'exclusief kentaxon' (en dan meestal een 'exclusieve kensoort'). In dat geval is er sprake van een pleonasme, doordat exclusieve taxa altijd kentaxa zijn.

## Fotogalerij

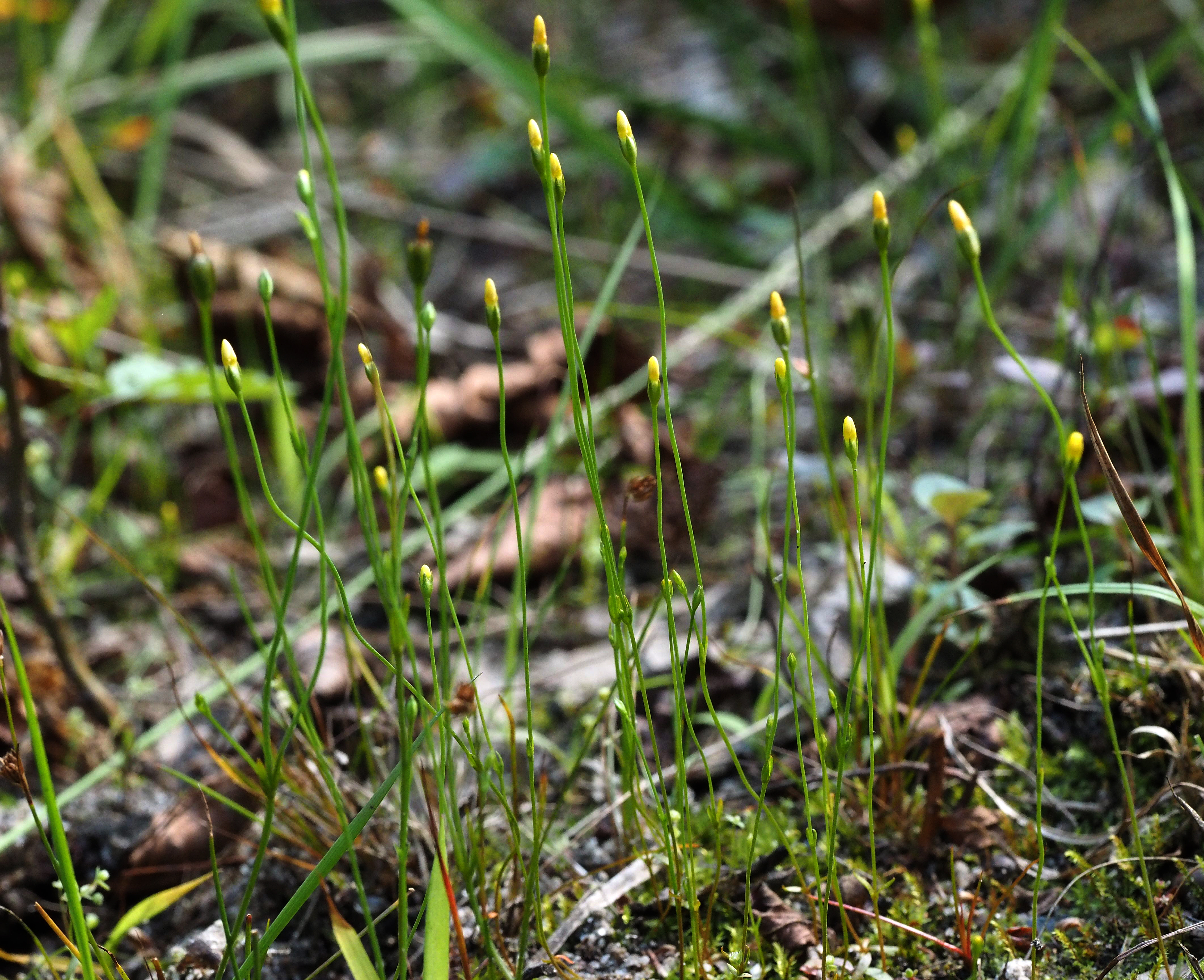
Draadgentiaan, een exclusieve soort voor de draadgentiaan-associatie
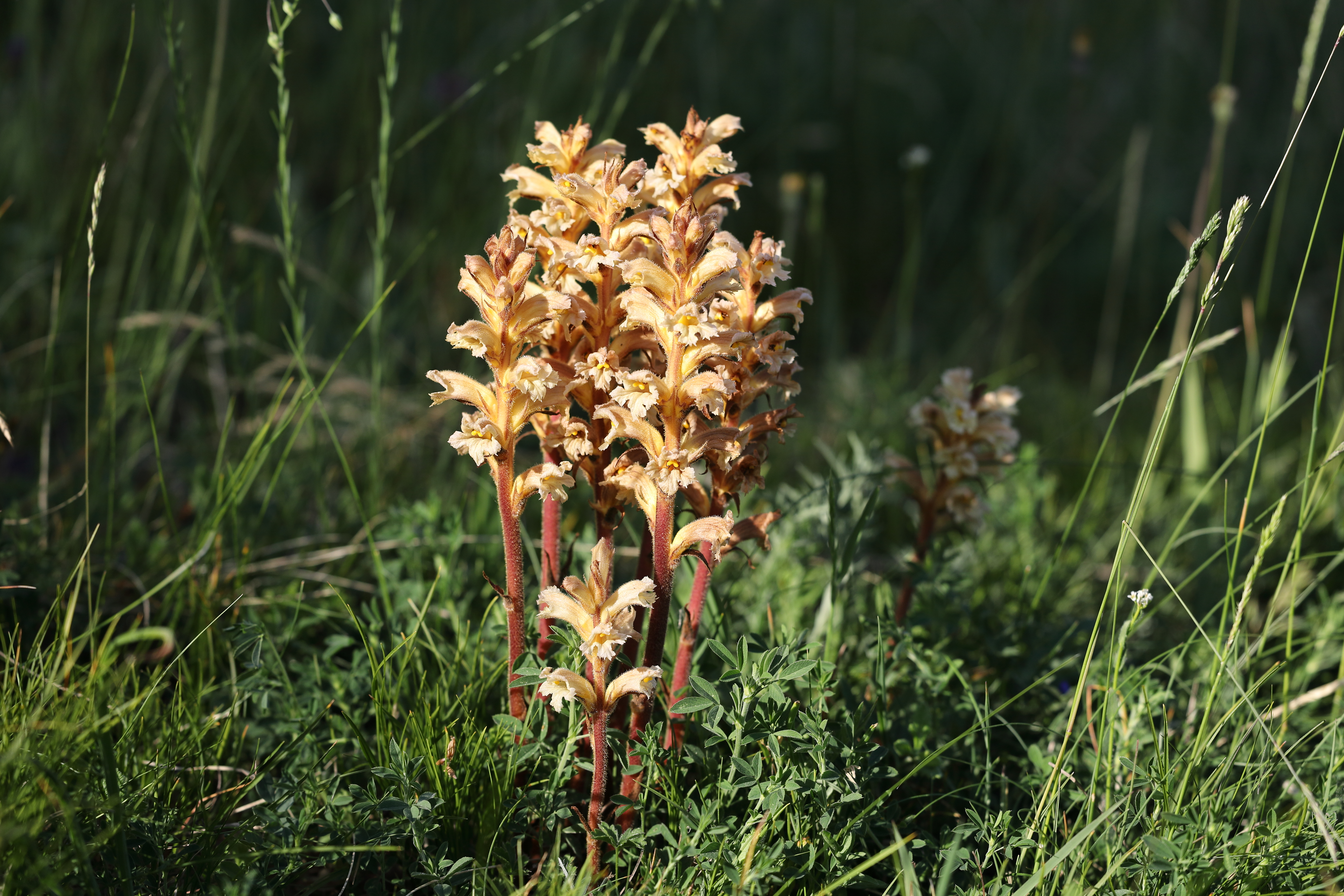
Rode bremraap, een exclusieve soort voor de associatie van sikkelklaver en zachte haver
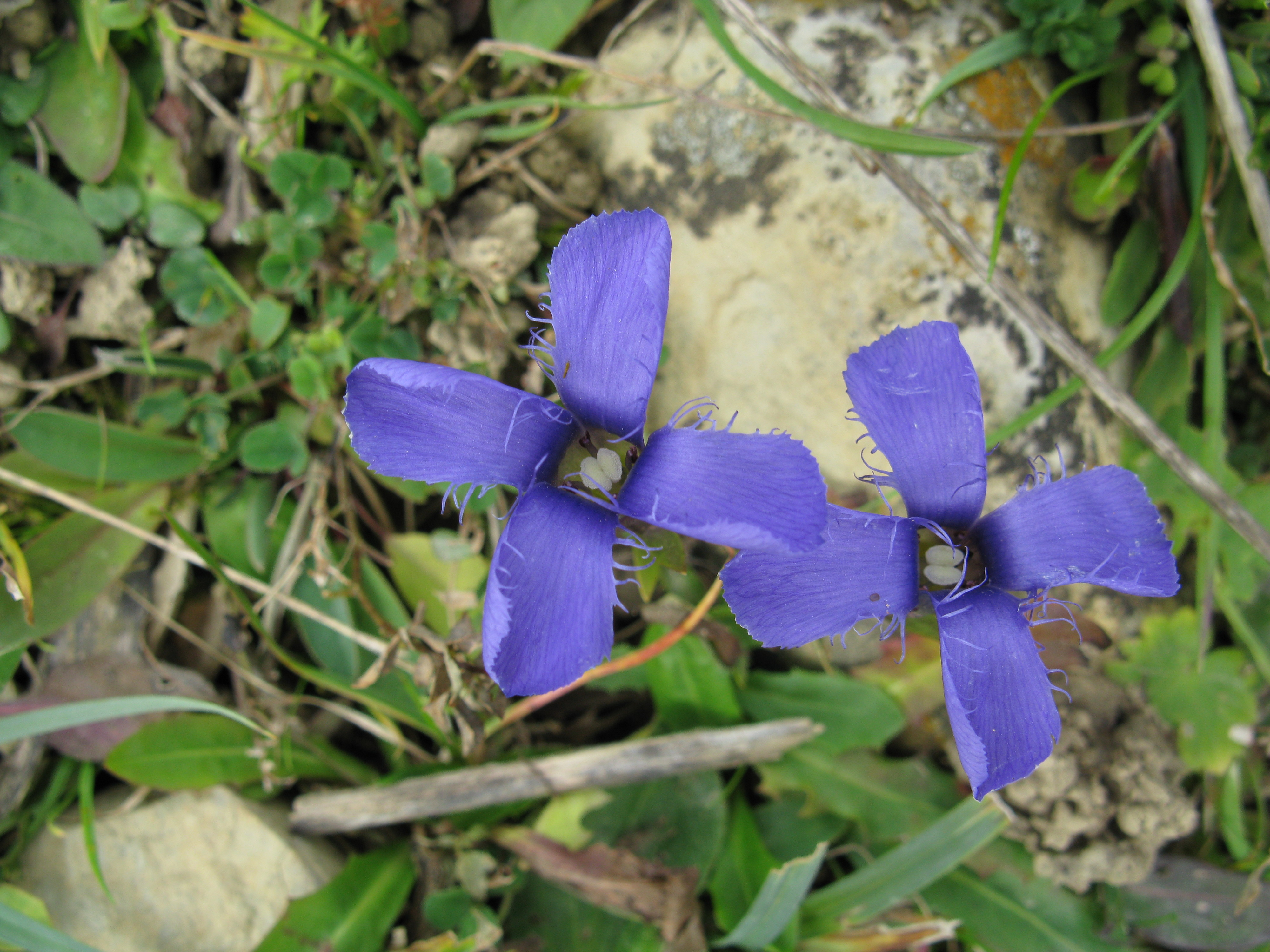
Franjegentiaan, in Nederland een exclusieve soort van het kalkgrasland
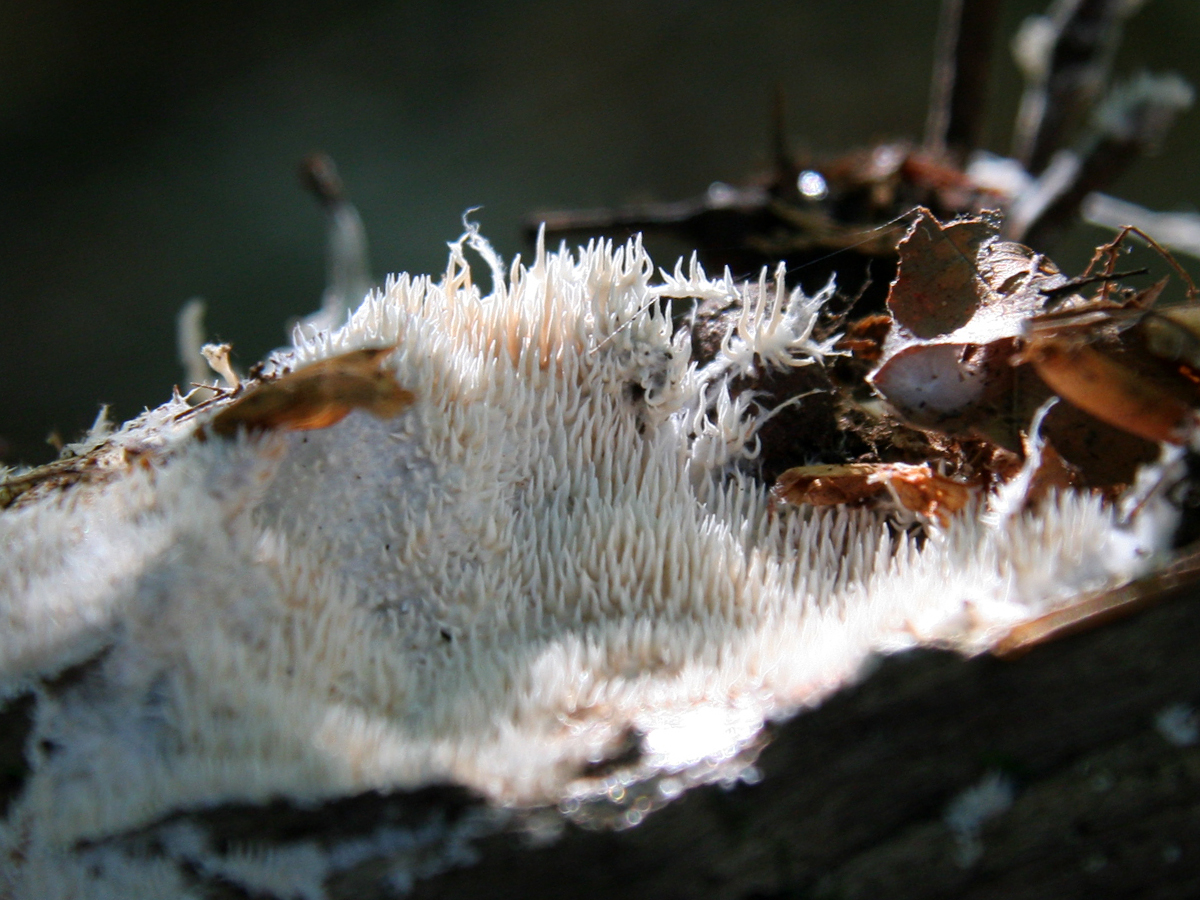
Koraalspoorstekelzwam, in Nederland een exclusieve soort voor het gaffeltandmos-jeneverbesstruweel
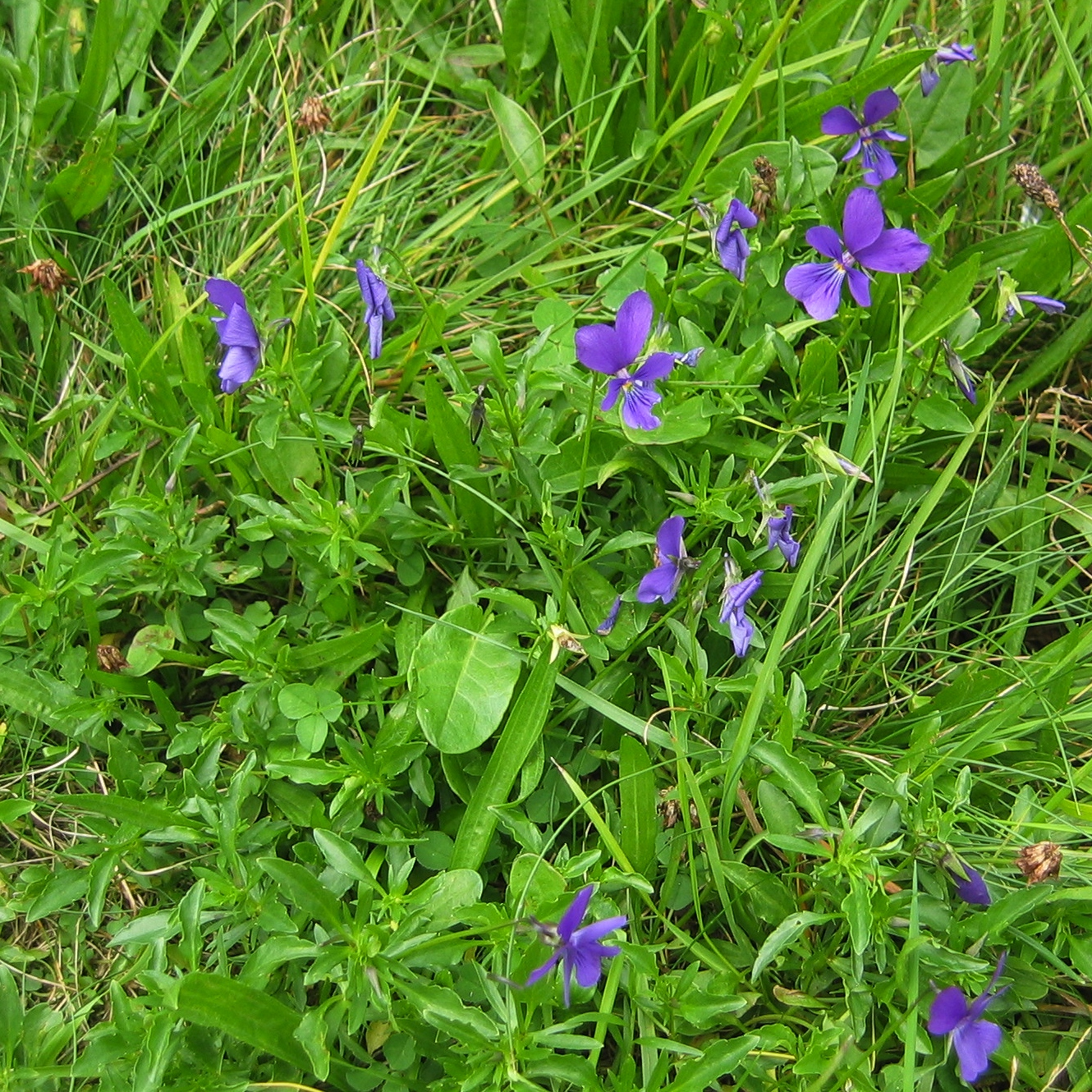
Violette zinkviooltje, een exclusieve soort voor het Violetum guestphalicae.